# Ioan Bogdan
Ioan Bogdan (6 de março de 1915 - 10 de julho de 1992) foi um futebolista romeno que competiu na Copa do Mundo FIFA de 1938.